# Svante Stockselius
Stig Svante Stockselius (* 31. Dezember 1955 in Hudiksvall, Schweden) ist ein schwedischer Journalist und Fernsehproduzent, der vor allem in seiner Rolle als ausführender Produzent und Supervisor des Eurovision Song Contest und des Junior Eurovision Song Contest bekannt wurde. 

## Leben
Svante Stockselius wuchs in Ockelbo, einer kleinen schwedischen Stadt, auf. Als Journalist arbeitete er 16 Jahre lang für die Stockholmer Zeitung Expressen.
Als Unterhaltungschef des schwedischen Fernsehsenders Sveriges Television organisierte er im Jahr 2000 den Eurovision Song Contest in Stockholm. Er konzipierte weiterhin die erfolgreiche schwedische Vorentscheidung Melodifestivalen im Jahr 2002 neu.
Im Jahr 2002 unterstützte er die estnischen Organisatoren bei der Durchführung des Eurovision Song Contest 2002. 2002 wechselte er zu dem Privatsender TV4. Von 2003 bis 2010 war er als Supervisor für den Eurovision Song Contest tätig. Am 30. August 2010 gab er seinen Rücktritt bekannt.